# اتحاد وورشيبفول لصانعي الأحزمة
إن اتحاد وورشيبفول لصانعي الأحزمة هو أحد الاتحادات التابعة لـ نقابة الصناع وأصحاب الحرف في مدينة لندن.
فقد مُنح صانعو الأحزمة حق تنظيم أعمالهم التجارية في مدينة لندن منذ عام 1327 وحصلوا على الميثاق الملكي عام 1449. ولم يعد صانعو الأحزمة، أو صانع الأحزمة والزنار، يرتبطون ارتباطًا وثيقًا بمهنتهم الأصلية. فمثل منتجات العديد من نقابات الصناع وأصحاب الحرف، أصبحت الأحزمة أقل أهمية مما كان عليه الحال في العصور الوسطى. ولكن استمرت النقابات في تراثها الأصيل كمؤسسة خيرية.
يحتل اتحاد صانعي الأحزمة المرتبة الثالثة والعشرين في ترتيب الأسبقية لنقابات الصناع وأصحاب الحرف في مدينة لندن. وشعار الاتحاد الوطني هو الشكر لله.

## وصلات خارجية
- Worshipful Company of Girdlers' website
- www.londongardensonline.org.uk